# Charles Perrault
Charles Perrault (Pariz, 12. siječnja 1628. - Pariz, 16. svibnja 1703.) francuski pisac dječje književnosti, bajki, bio je član Francuske akademije u koju je izabran 1671. godine.
Najpoznatije su mu bajke Mačak u čizmama, Crvenkapica, Pepeljuga i Modrobradi. Trajna popularnost ovih bajki učinila je Perraulta jednim od najprevođenijih francuskih književnika.
U Hrvatskoj bajke su mu objavljivali u biblioteci Vjeverica zagrebačke Mladosti, u kojoj su od 1963. do 1994. objavili pet izdanja njegovih bajki.